# Assedio di Toishi
L'assedio del castello di Toishi  (砥石崩れ?)  avvenne durante la campagna di Takeda Shingen per conquistare lo Shinano. Il suo esercito, guidato da Sanada Yukitaka iniziò l'assedio al castello nel 1550. Il signore che lo difendeva, Murakami Yoshikiyo, riuscì a resistere fino all'anno successivo, ma dopo aver perso più di 1 000 uomini abbandonò il castello lasciandolo in mano ai Takeda.